# Rare groove

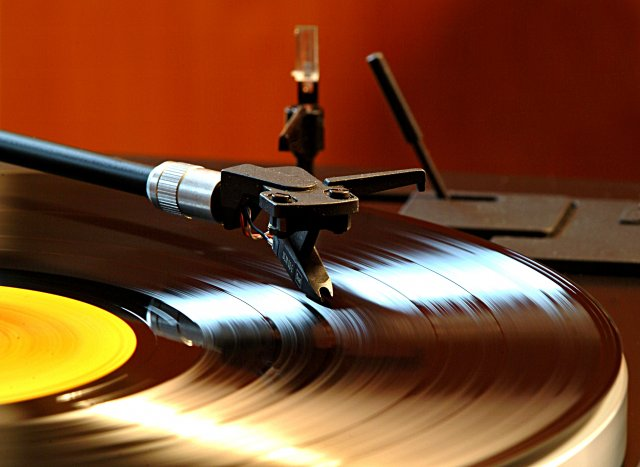
Collezionare dischi in vinile rari è un aspetto importante della scena del rare groove

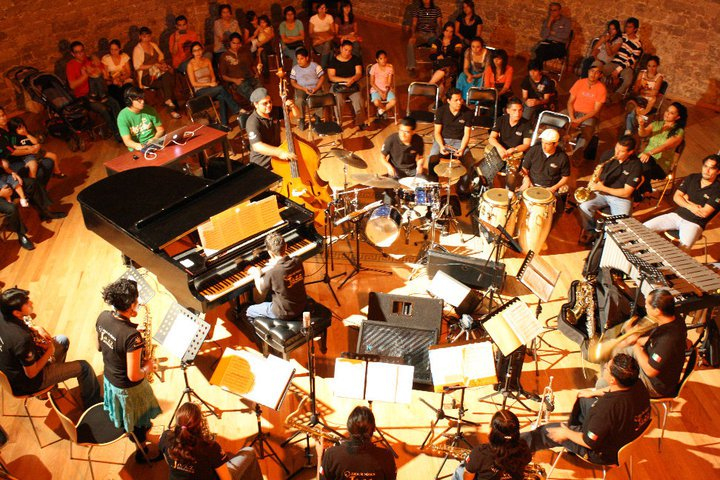
Sessione di registrazione dal vivo Smith L. Mark

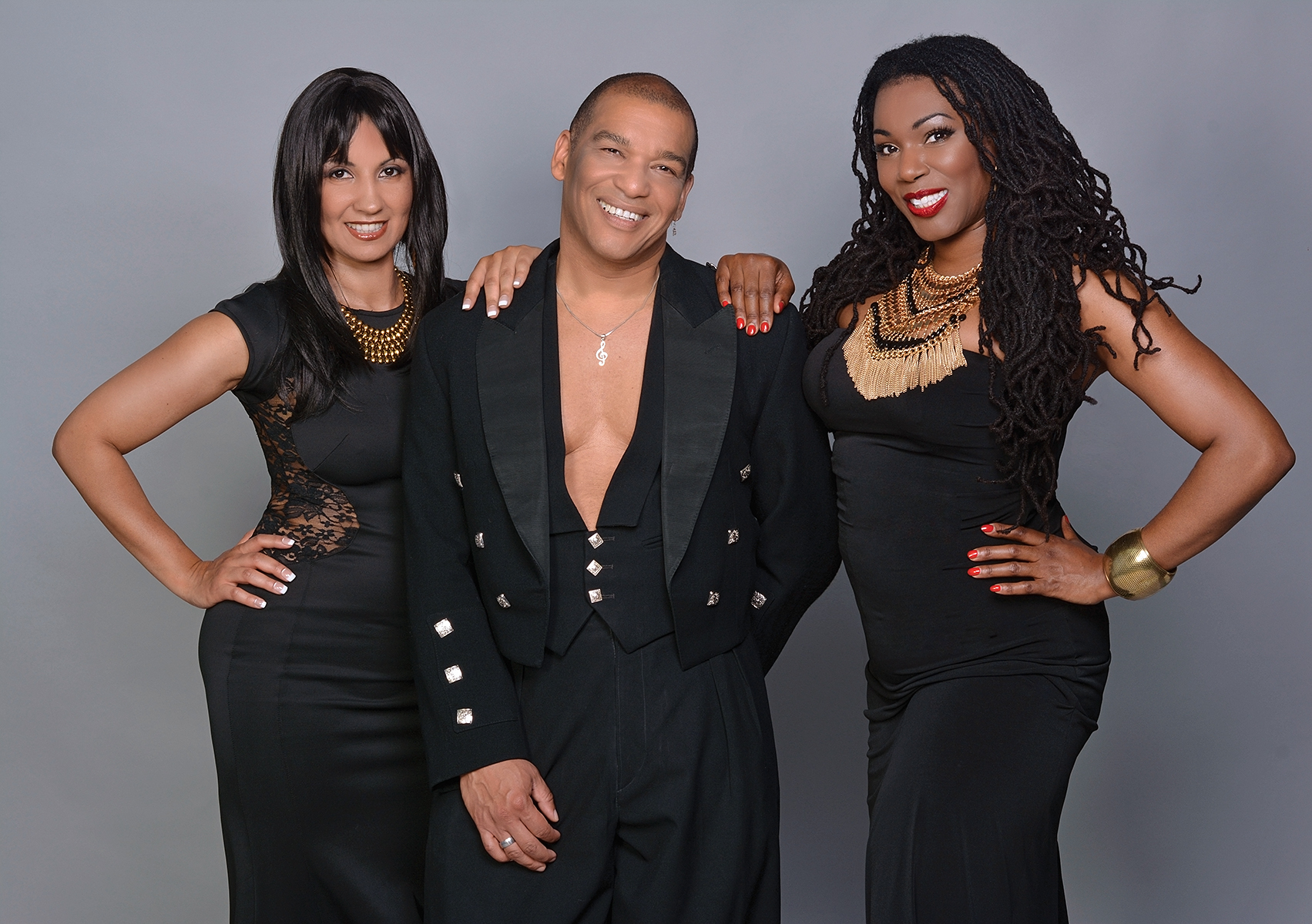
Trio vocale Disco, Soul, Funk, Pop, Soulful House e Rare Groove originario di New York, ora con sede nel Regno Unito

Il Rare groove è la musica molto difficile da reperire o relativamente oscura. È principalmente associato al funk, all'R&B e al jazz funk, ma è anche collegato a sottogeneri come jazz rock, reggae, latin jazz, soul, rock, northern soul e disco. I dischi in vinile che rientrano in questa categoria hanno generalmente prezzi di rivendita elevati. I dischi groove rari sono stati ricercati non solo da collezionisti e amanti di questo tipo di musica, ma anche da artisti e produttori hip hop.
I rivenditori di musica online vendono una vasta selezione di rare groove a prezzi più convenienti, offrendo download veloci in formato digitale. Questa disponibilità e facilità di accesso ha determinato una rinascita del genere negli ultimi anni.

## Storia e sviluppo
Nel Regno Unito il termine 'rare groove' è stato originariamente coniato dal DJ britannico Norman Jay, dopo il suo The Original Rare Groove Show sulla radio pirata station Kiss 94 FM, il progenitore di Kiss 100 London.
Mentre Norman Jay era in realtà un testimone, e un partecipante, della subcultura underground degli anni '70 della musica americana esoterica di importazione, la persona che in realtà diede origine al genere, (alcuni addirittura gli attribuiscono la rinascita della carriera di James Brown), anche se all'epoca non esisteva un nome, furono i DJ underground Barrie Sharpe e Lascelles Gordon, in precedenza con il Brand New Heavies. Entrambi suonavano quella serie di oscuri dischi di importazione americana, 7" e album ("guardandosi indietro"), che avevano nella loro collezione. Questi sono stati acquistati da tali negozi di importazione specializzati come Moondogs in East Ham e il negozio di dischi Contempo al 42 di Hanway Street nel West End di Londra, di proprietà di John Abbey, fondatore della rivista Blues & Soul.
La rivista aveva anche una propria etichetta discografica, sempre chiamata Contempo che pubblicava musica degli anni '70 che, a partire dal 1984, suonava in un club precedentemente noto come Whisky-A-Go-Go, fondato da Rene Gelston in Wardour Street, Soho, che sarebbe poi diventato noto come The Wag.
Lo spettacolo di Norman Jay era una collaborazione con DJ Judge Jules e presentava una colonna sonora principalmente urbana degli anni '70 e '80, mescolata con la prima musica house. Tracce simili a "rare grooves" avevano iniziato a vedere un seguito nel movimento Northern soul degli anni '70, che curava una raccolta di dischi soul rari e oscuri da suonare nelle discoteche.

## La scena del rare groove
La scena del rare groove iniziò quando i DJ presentarono un mix eclettico di musica, che poneva un'enfasi particolare su registrazioni dance-funk politicamente articolate, collegate al movimento Black Power statunitense. Le stazioni radio pirata e i DJ hanno partecipato a un "recupero, riconfezionamento e ritrovamento" di musica oscura rifletteva, si collegava o traduceva le disuguaglianze di razza e di genere e le lotte del movimento per i diritti civili. Alla musica che in passato non era stata accettata fu data una "nuova prospettiva di vita" dai DJ delle stazioni radio pirata. Il rare groove forniva anche uno spazio musicale in cui il "capitale simbolico" della musica diventava molto importante. Il Northern Soul fa parte della scena Rare Groove da quando il termine è stato coniato per la prima volta dal collezionista di deep soul Dave Godin del negozio di dischi Soul City nel Covent Garden di Londra. La scena ha molti collezionisti di dischi e DJ che pagano ingenti somme di denaro per canzoni rare degli anni '60/'70/'80/'90 che sono copie originali.
In America DJ Kool Herc, Grandmaster Flash e Afrika Bambaataa suonavano rari dischi groove degli anni '70. James Brown, Jimmy Castor Bunch e Incredible Bongo Band erano nelle loro playlist. La fonte popolare di breakbeat era la serie bootleg Ultimate Breaks and Beats. Il programma radiofonico rare groove più longevo negli Stati Uniti è Soul Power su WWOZ 90.7 FM (New Orleans) e wwoz.org, ed è condotto dalla DJ Soul Sister, che è citata come la "regina del rare groove". Lo spettacolo iniziò nel 1996.

## Campionamento
Il campionamento è uno degli aspetti più importanti dell'hip hop e del rap e questi tipi di dischi consentono pause che gli artisti possono utilizzare nelle loro canzoni. Esempi di campionamento di rare groove, come Eazy Duz It di Eazy-E, che campiona The Detroit Emeralds, Bootsy Collins, Funkadelic, Isley Brothers, Sly and the Family Stone, the Temptations e persino Richard Pryor, possono essere trovati in brani moderni hip hop, in particolare il campionamento pesante dei Funkadelic del G-funk.
Schoolly D utilizzò campionature come James Brown, Lyn Collins, The J.B.'s e Maceo & the Macks nell'album Am I Black Enough for You (1989). Il DJ Chuck Chillout ha usato campionature di Kool & the Gang, Cameo, Cymande, Talking Heads and Incredible Bongo Band. Stezo utilizzò anche Lyn Collins, George Clinton, Kool & the Gang e Spoonie Gee.
Dopo la fine del boom della discoteca negli anni '70, molti musicisti come Bee Gees, Donna Summer, Village People, ecc., che avevano fama e riflettori nei tempi d'oro del genere, svanirono. Gran parte della musica oscura riscoperta come campioni in brani house o hip-hop più recenti viene etichettata retroattivamente come "rare groove".